# Brother Blood
Brother Blood è il nome di due personaggi immaginari dei fumetti nell'Universo DC. Il primo Brother Blood debuttò in New Teen Titans (vol. 2) n. 21 (1982), e fu creato da Marv Wolfman e George Pérez.

## Biografia del personaggio

### Il primo Blood
Il primo Fratello Blood incontrato dai Titans era l'ottavo ad avere quel titolo. Settecento anni prima, un prete della nazione immaginaria della Zandia, di nome Brother Sebastian, uccise un altro prete per impossessarsi di quello che egli credeva essere lo scialle da preghiera di Cristo. Questo indumento diede a Sebastian l'invulnerabilità e ne rallentò l'invecchiamento; ma il prete a cui lo prese lo maledisse, con la promessa che sarebbe stato ucciso da suo figlio prima del suo centesimo compleanno. Facendo così, suo figlio divenne il secondo Brother Blood. In cambio, anche lui fu ucciso da suo figlio, e questa maledizione continuò nei secoli.
L'ottavo Blood sembrò essere il primo a voler estendere la Chiesa di Blood oltre la Zandia. Voleva che la sua Chiesa divenisse un potere mondiale. La Chiesa di Blood cominciò, così, ad operare in America, e i Titans furono chiamati ad investigare quando una ex ragazza di Cyborg tentò di fuggire da questo culto. A causa dell'influenza di questa Chiesa, i Titans si ritrovarono a muoversi contro di lui con difficoltà, specialmente quando l'opinione pubblica venne girata contro di loro da un reporter membro della Chiesa.
Brother Blood riuscì a fare il lavaggio del cervello a Nightwing, e tentò di impossessarsi del potere di Raven. Fu quest'ultima a sconfiggerlo, in quanto la sua mente venne distrutta. Sua moglie, Mother Mayhem (dall'inglese, Madre Distruzione), diede alla luce una bambina, facendo presumere che la maledizione era cessata.

### Il secondo Blood
Qualche tempo dopo, in Outsiders vol. 3, Brother Blood ritornò alla criminalità. Tuttavia, poco dopo aver ricostruito il suo culto, fu ucciso da un giovanotto di nome Sebastian, che affermò di essere il nuovo Brother Blood 2. Questa versione ricomparve poi in Teen Titans vol. 3.
Questo giovane Brother Blood sembrò basare ogni sua decisione sui consigli di Mother Mayhem, che non era altro che una seguace femminile del culto scelta a caso, che sarebbe stata uccisa se il consiglio non era ciò che lui si aspettava di sentire. Questo giovane sembrò mostrare anche delle abilità vampiriche.
Proprio lui rivelò che il culto della Chiesa di Blood era basato sull'adorazione di Trigon. Per questo motivo la sposa del nuovo Brother Blood doveva essere Raven. I Titans riuscirono a salvare la loro compagna, ma la Chiesa di Blood andò avanti. Brother Blood ricomparve poi in Teen Titans n. 30, dove affermò che la non-morta Lilith Clay era sua madre. Convocò anche i primi Hawk e Dove, Phantasm, Kole ed Aquagirl dal regno dei morti perché divenissero i suoi Teen Titans. Fu fermato però da Kid Eternity e mandato nell'ottavo girone dell'Inferno, ma non prima di aver richiamato i Brother Blood passati, ognuno dei quali sfogò la propria rabbia e il proprio odio su Sebastian.
Dopo la miniserie "Reign in Hell", Blood, ora adulto, evase dalla sua prigione, e si scontrò con Kid Eternity. Il combattimento tra i due li portò alla Titans Tower dove Blood si batté anche contro i Titans. Dopo aver prosciugato Red Devil del suo potere, Blood capì di essersi macchiato anche dell'influenza di Neron, e così fuggì dalla battaglia. Lo si vide successivamente avvicinare una donna sconosciuta, presumibilmente per poterne fare la sua nuova madre.

## Poteri e abilità
Il primo Blood fu un formidabile avversario che era appoggiato da un numero massiccio di seguaci fanatici. È un esperto manipolatore che si nutre della fede dei suoi membri. La velocità di invecchiamento del suo corpo è più lenta rispetto a quella di un uomo normale. È da notare che Brother Blood è immune alla parte spirituale di Raven grazie ai poteri del mistico scialle.
I poteri del secondo Blood sono simili a quelli dei vampiri: ottiene la sua forza dal sangue, e può assorbire le abilità di coloro di cui beve il sangue. Come il primo Blood, anche lui ha alle sue spalle un numero impressionante di seguaci.

## In altri media

### Televisione
Brother Blood comparve nella serie animata Teen Titans (doppiato nella versione originale da John DiMaggio), come antagonista principale della terza stagione. Nel cartone animato, Brother Blood è direttore carismatico - crudele, subdolo, pericoloso e sadico - dell'Accademia H.I.V.E.. Anche se ci sono alcuni momenti comici, è considerabilmente più diabolico degli altri criminali della serie, pareggiato solo da Slade o Trigon. I suoi poteri sono molto diversi da quelli della sua incarnazione del fumetto: è un potente psichico che controlla mentalmente i suoi studenti per tenerli sotto schiavitù. Blood venne mostrato mentre utilizzava i suoi poteri anche per una varietà di propositi, come produrre raggi energetici mortali, teletrasporto, scudi d'energia, telecinesi o l'alterazione della percezione. Affermò anche di avere una memoria fotografica perfetta. Nella sua prima comparsa, mostrò l'abilità di fare credere a Cyborg di aver trasformato le sue parti meccaniche in carne e ossa, anche se fu in realtà ingannata la parte organica del suo cervello; la parte meccanica del suo cervello, invece, si accorse del trucco. In aggiunta, Blood dimostrò formidabili abilità combattive. Dato che Cyborg era immune al suo controllo mentale, Blood sviluppò una specie di rivalità con lui, anche se riuscì a batterlo ogni volta che si scontrarono, dato che conosceva ogni suo punto debole.
Nella prima comparsa di Blood nella puntata "Deception", in cui un Cyborg sotto copertura spiava all'interno dell'Accademia H.I.V.E., Blood era a conoscenza della sua vera identità e si offrì di renderlo umano se lo avesse servito. Alla fine, Cyborg mostrò di essere immune ai trucchi mentali di Blood grazie alla metà meccanica del suo cervello e riuscì a distruggere l'intera Accademia grazie ai potenti aggiornamenti fornitigli proprio da Blood. Tuttavia, la H.I.V.E. riuscì a scaricare i progetti del corpo di Cyborg quando questi tentò di hackerare i computer dell'Accademia, permettendo a Blood di venire a conoscenza delle sue debolezze; nell'episodio "Wavelenght", Brother Blood utilizzò lo schema del cannone sonico di Cyborg per costruire un risonatore sonico abbastanza potente da far saltare in aria Jump City (la casa dei Titans nella continuità televisiva). Anche se il piano venne sventato e i progetti di Cyborg vennero ripresi, Brother Blood rivelò di possedere una formidabile memoria fotografica, così che ricordò a memoria ogni dettaglio dei progetti.
L'ultima comparsa di Blood avvenne nella puntata in due parti "Titans East"; prese controllo delle menti di Aqualad, Bumblebee, Más y Menos e Speedy, e fece loro ricostruire la Torre dei Titans East nel suo nuovo quartier generale. Non solo, Brother Blood convertì sé stesso in un cyborg, così da incrementare i suoi poteri psichici, e pianificò di trasformare i Titans East in cyborg, così da poterli controllare completamente. Naturalmente, vi fu lo scontro finale tra Blood e Cyborg. Anche se Blood gli strappò tutti gli arti, infine, Victor riuscì a sconfiggerlo quando l'eroe gli rivelò che, in realtà, era il suo spirito umano che gli permetteva di sconfiggere il suo controllo. Infine, riuscì ad attingere ai poteri mentali di Brother Blood, riparando così i danni che il criminale gli aveva inflitto nel combattimento.
Il produttore/scrittore David Slack affermò: "Alla fine, tentammo di creare l'anti-Slade.Dove Slade si nasconde nell'ombra, Brother Blood ama la luce. Slade ha sempre una motivazione in più, Brother Blood vi dirà subito qual è il piano. Così c'è del contrasto. Non eravamo neanche sicuri che avremmo utilizzato quel nome. Credo che la cosa importante che tenemmo, fu il fatto che era il leader di un culto. Tenemmo quel ruolo e traemmo l'ispirazione dai leader dei culti di cui avevamo letto. Sembravano essere persone molto affascinanti. Così, gli demmo questa sorte di "potere di tentazione" - quest'abilità di alterare la percezione delle persone. E il potere della persuasione. Non andammo troppo a fondo nel personaggio, nei fumetti, poiché molto di questo era fuori da ciò che saremmo stati in grado di fare. È di sicuro quello che ci ha smarriti di più".
Blood compare (con notevoli cambiamenti) nella serie TV Arrow, dove collabora con Deathstroke ma è molto diverso dal fumetto (e della serie animata). In questa versione, Brother Blood è solo un uomo a cui Deathstroke ha promesso il dominio di Star City (formalmente come sindaco, in pratica con la forza avendo un esercito privato di superumani a disposizione) se lo aiuterà ad uccidere Oliver Queen. Per collaborare con Deathstroke, Blood indossa una maschera da teschio che ne altera anche la voce e si fa chiamare appunto "Brother Blood". Il costume, l'attitudine e l'aspetto stesso del personaggio, nonostante il nome, fanno pensare molto più allo Spaventapasseri, nemico di Batman, che a Brother Blood.